# جان دل فال
جان دل فال (بالفرنسية: Jean Del Val)‏ هو ممثل فرنسي، ولد في 17 نوفمبر 1891 بباريس في فرنسا، وتوفي في 13 مارس 1975 في الولايات المتحدة بسبب نوبة قلبية.

## أعمال

### أفلام
- (1931) الممسوس
- (1939) الثنائي الطائر
- (1940) علامة زورو
- (1940) قم يا حبيبي
- (1941) الرقيب يورك
- (1942) السيد جيم
- (1942) كازبلانكا
- (1942) لمن تقرع له الأجراس
- (1943) أنشودة بيرناديت
- (1946) حد الشفرة
- (1950) ساحة المعركة
- (1957) وجه مضحك
- (1966) رحلة رائعة

## وصلات خارجية
- جان دل فال على موقع IMDb (الإنجليزية)
- جان دل فال على موقع ألو سيني (الفرنسية)
- جان دل فال على موقع أول موفي (الإنجليزية)
- جان دل فال على موقع قاعدة بيانات برودواي على الإنترنت (الإنجليزية)
- جان دل فال على موقع قاعدة بيانات الأفلام السويدية (السويدية)
- جان دل فال على موقع قاعدة بيانات الفيلم (الإنجليزية)
- جان دل فال على موقع كينوبويسك (الروسية)